# Yahoo
Yahoo（ヤフー、[ˈjɑːhuː]、定型: yahoo!）は、インターネット関連サービスを展開するアメリカのIT企業。カリフォルニア州サニーベールに本社を置く。YahooブランドのWebサービスに加え、TechCrunch、AOL、Engadget、RYOTなどのメディアブランドも運営している。2021年から50億ドルで買収したアポロ・グローバル・マネジメントが所有している。
Yahoo!は、1994年1月にジェリー・ヤン（楊致遠）とデビッド・ファイロによって設立され、1995年3月2日に Yahoo,Inc.（2017年: Altaba Inc.（アルタバ）に改称）として法人化された。同社は、1990年代の初期インターネット時代の先駆者の1つであり、2000年には、最も人気のあるウェブサイトだった。しかし、Googleにシェアを奪われたため、利用者は徐々に減少、2017年にベライゾングループに買収された。しかし、Yahooドメインのウェブサイトは、アレクサ・インターネットでは世界のエンゲージメントランキングで11位、SimilarWebでは10位と、今でも最も人気のあるウェブサイトの1つである。2021年にアポロ・グローバル・マネジメントがベライゾンから買収した。
日本では、ヤフー株式会社（現：LINEヤフー株式会社）がYahoo!（後にベライゾンがアルタバに売却）とソフトバンクの合弁会社として1996年に設立した。2018年にソフトバンクがアルタバの所有する全株式を買収し、資本関係は無くなった。

## 歴史

### 初期（1994年 - 1996年）

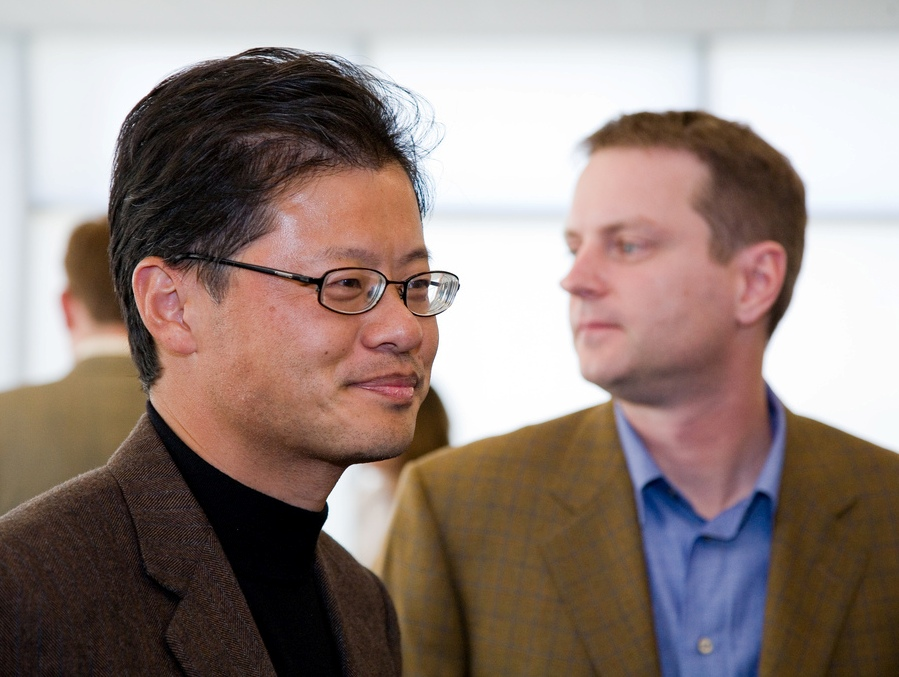
創立者の楊致遠（左）とデビッド・ファイロ（右）

ファイロと楊の2人はスタンフォード大学の学生のころ、ネットサーフィン中に見つけた興味深いページを「Jerry's Guide to the World Wide Web」 へ掲載していた。
リンクが階層的に分類され、ジャンル別に検索しやすくなったこのウェブサイトは評判となり、それに伴い同ウェブサイトが置かれていたスタンフォード大学のネットワーク負荷が増えてきたため、1995年のはじめにマーク・アンドリーセンの勧めでネットスケープコミュニケーションズの大型コンピュータに移行した。
やがて2人はベンチャーキャピタルに事業化を持ちかけられ、1995年3月1日、アメリカ合衆国カリフォルニア州にYahoo! Inc.を共同設立し、会社法人として事業を開始した。1996年4月にはNASDAQで株式を公開した。ティッカーシンボルは「YHOO」。ちなみにこの株式公開とほぼ同時期に、Yahoo! JAPANのサービス開始などの関係からソフトバンクによる出資を受け入れており、一時はソフトバンクが同社の筆頭株主だった。2018年現在でもYahoo! JAPANを運営するヤフーはソフトバンクが筆頭株主であり、利用者情報などを含めてアメリカYahoo!とは独立した事業運営をしている。

### 成長期（1997年 - 1999年）
1990年代後半には、MSN、ライコス、Excite（）など、多くのポータルサイトが立ち上がった。こうしたポータルサイトは人気を得て、ユーザーの多くはポータルサイトに滞在するようになった。
1997年3月8日、Yahoo!はウェブメールサービスのFour11（）を買収した。これがのちのYahoo! Mail（）の原型である。また、ClassicGame.com（クラシック・ゲーム・ドット・コム）も買収し、これもYahoo! Games（）となった。1999年1月28日にはGeoCitiesを、2000年6月28日にはeGroups（）を買収した。eGroupsはYahoo! Groupsになっている。2001年7月21日には、Yahoo! Messenger（）を開始している。
1998年には、Yahoo!は世界でもっとも人気のポータルサイトで検索エンジンでもあった。

### ドットコムバブル（2000年 - 2001年）
2000年1月3日には、株価が最高で475ドルにまで達する。この16日後には、Yahoo! JAPANの株が1億円を越え、1億140万円にまで達した。一方、2000年2月7日、www.yahoo.comに数時間のDDoS攻撃を受け、株価が4.5%も下落した。このころには、eBayとの合併も取り沙汰されており、ケーブルテレビのCNBCもこれについて議論している。合併こそ実現しなかったものの、両社はマーケティングや広告に関する協定を2006年に結んでいる。
2000年6月26日、Yahoo!は、Googleのサーチエンジンを利用することに合意した。

### ドットコムバブル以後（2002年 - 2007年）
2002年6月3日には、SBCとプロバイダ事業を共同で開始し、2003年1月には、BT Openworld（）との提携関係を結んだ。2005年8月23日には、ベライゾン・コミュニケーションズ社とDSLサービスを開始している。
2002年後半になると、ほかの検索エンジンの買収を開始し、2002年の12月にインクトミ社を、2003年1月にはオーバーチュアとその子会社のアルタビスタ、オールザウェブを買収している。2004年2月18日にはGoogleの検索エンジンの利用をやめ、自社の検索エンジンの利用を開始している。
2004年4月に始まったGoogle社のメールサービスGmail（）に対抗して、Yahoo!はメールサービスの増強を図った。通常の利用分は100MBに、Yahoo! Mail Plus（）では、1GBの容量になった。2004年6月9日、電子メールプロバイダのOddspot（）を買収し、Ajaxインターフェイスの搭載を行った。また、グーグル社のGoogle Talk（）に対抗して、2005年10月13日には、Yahoo!とマイクロソフトが、それぞれのメッセンジャーに互換性を持たせることを発表している。
その後も買収を続け、特にWeb 2.0（）関係のサービスの強化を図っている。2005年2月9日には音楽関連のサービスYahoo! Music（）を開始し、3月20日には、写真共有サービスのFlickr（）を買収している。同じく3月には、Yahoo! 360°（）というブログ、SNSサービスを開始している。同年6月にはblo.gsというRSSサービスの会社を、10月4日にはカレンダー共有サービスのUpcoming.orgを、12月9日にはソーシャルブックマークのdel.icio.us（）を、2006年1月9日にプレイリスト共有コミュニティのwebjay（）をそれぞれ買収している。
2007年8月27日に、Yahoo!はYahoo! Mail（） の新バージョンをリリースする。新バージョンには新しい機能（ Windows Live Messenger（）の利用者にもインスタントメッセージが送れるようになるなど）が追加され、またコンピューターから携帯電話にテキスト形式のメッセージをインド、カナダ、フィリピン、米国の携帯電話に無料で送信できるようになった（受信は無料でない）。

### 経営難とリストラ（2008年 - 2015年）
Yahoo!の経営悪化の状態は2008年ごろから顕著に現れ、それから従業員削減を繰返して行い、CEOも相次いで交代した。また再建のための新事業の投資や経営戦略を見直すも、企業買収もしくは売却の危機にさらされ続けた。

#### マイクロソフトによる買収の試み
マイクロソフトとYahoo!は、最終的にすべて失敗に終わったが、2006年および2007年に合併交渉を行った。しかしYahoo!側が難色を示し実現しなかった。また当時のアナリストは、これら2つの企業による合併は賢い選択なのかと懐疑的であった。それらの友好的買収の申し入れがYahoo!に拒絶されたあと、2008年2月1日にマイクロソフトは現金と株式の446億ドルで、Yahoo!側が求めてもいない一方的な買収を申し入れ、それはのちに敵対的買収をめぐる攻防になっていった。数日後、Yahoo!は、ニューズ・コーポレーションとの連携か、大手IT企業のGoogleの支援か、敵対的買収に乗り出すマイクロソフトとの合併の代案をいろいろ考えてみたうえで、Yahoo!のブランド、使用者、投資金、および成長見通しを実質的に過小評価しているとして、Yahoo!は、2008年2月11日にマイクロソフトの申し出を拒否することを決めた。
2008年2月22日、デトロイトの2つの年金企業の申し立てによると、好条件になるかもしれないマイクロソフトの買収提案に反対し、価値破壊的な第三者の取引を追求するということは、株主に対して義務に違反するとYahoo!と取締役会を訴えた。3月初旬、GoogleのCEOのエリック・シュミットが「マイクロソフトがYahoo!買収に成功した場合のことを心配している」と述べたという記事が出た。それによると同氏が、「合併はインターネットのオープン性を損なうことになり、インターネットを痛めつける可能性がある」という考えを持っているということである。4月5日に、マイクロソフトのCEOであるスティーブ・バルマーは、「もしも3週間のうちにYahoo!が取引を受け入れなければ、マイクロソフトは、合併協議が進むことを期待して、新しい取締役を選出させるために直接株主に近づくだろう」と述べた。そして、Yahoo!の取締役会に結論を迫る書簡を送った。4月7日のYahoo!の応答では、「Yahoo!としては合併を反対しないとの姿勢で、よりよいオファーを望んでいた。また、マイクロソフトの積極的なアプローチは、Yahoo!との関係と友好的合併の可能性を悪化させた」と述べた。同日、Yahoo!は従来の446億ドルのオファーは受け入れられないと述べた。これに続いてYahoo!とAOLがマイクロソフトとの合併の代案として事業統合の交渉していると報道が出た。2008年5月3日、マイクロソフトが買収を撤回した。Yahoo!は、スティーブ・バルマーとジェリー・ヤンの書簡の中のマイクロソフトの提示額「一株当たり33ドル」の申し出を高めるために、50億ドル多い「一株当たり37ドル」を要求していた。2008年6月12日、Yahoo!は、マイクロソフトとのすべての買収協議が終了したと声明を出した。また同日の午後、Yahoo!はGoogleと検索広告についての提携を発表した。しかし、4か月後の11月5日に提携合意が解消されたことが発表された。Yahoo!の判断に納得のいかない億万長者の投資家、カール・アイカーンはマイクロソフトと交渉のために接近し、理不尽さを感じるYahoo!の現在の経営陣を呼び出して経営陣を刷新する構えを見せた。2008年7月21日にYahoo!は新たな取締役にアイカーンと2名の仲間を指名して送り込むことで合意して和解した。その後、アイカーンは2009年10月23日にアクティビストを取締役として置いておく必要はないと述べ、辞任している。
2008年11月20日、一連の騒動からほぼ10か月経って、Yahoo!の株価は、マイクロソフトの提示額が「一株当たり33ドル」だったのに対し、52週安値（過去52週の中で低い値)の「一株当たり8.94ドル」で取引されるまでに下降してしまった。2008年11月30日、マイクロソフトがYahoo!の検索ビジネスを200億ドルで買収すると報道が出た。しかし報道のすぐ後に関係者は否定した。2009年7月29日、マイクロソフトがYahoo!の検索技術について最大限利用でき、Yahoo!はマイクロソフトのプロジェクトの検索エンジン「Bing」を今後使用する10年間の契約が発表された。

#### 創業者のCEO辞任
2008年1月29日に、Yahoo!は同社の厳しく、苦しい経営状況では、検索エンジン業界のリーダーであるGoogle社と相乗的に市場競争ができないとして、全従業員1万4,300人のうち7％である1,000人をレイオフすると発表した。Yahoo!は急成長が見込まれ会社の拡大が期待できる分野に経営資源を集中することにしている。2008年2月12日に、マサチューセッツ州ケンブリッジのオンライン動画プラットフォームプロバイダーのMaven Networks（）を1億6000万ドルで買収。2008年11月17日に、創業者のジェリー・ヤンはCEOを辞任し、以前の役職であるチーフに就任。2008年12月10日には業績悪化に伴い、世界で1,520人の従業員のレイオフを始めた。

#### キャロル・バーツ時代
2009年1月に、Yahoo!は、ジェリー・ヤンの後任のCEOに就任したキャロル・バーツの指揮のもとで経営立て直しを試みることになった。7月には、Yahoo!のウェブサイトにマイクロソフトの検索技術と検索広告プラットフォーム「adCenter（現・Bing Ads）」を使うことでマイクロソフトとYahoo! は提携に合意した。2009年7月21日に、Yahoo!は新しいバージョンのトップページを公開した。トップページ左側のカスタマイズ可能なYahoo! JAPANのお気に入りに該当する「MY FAVORITES（）」にはYahoo!のサイト上で提供されているサービスのみならず、Netflix、Facebook、Twitterなどの他社のウェブサイトのサービスを選んで配置できるように、その当時はなっていた。2011年9月6日、バーツは突如、取締役会長ロイ・J・ボストックの電話で解任された。一方、会社の全体または一部事業の売却を検討しているとされた。売却先としてAOL、マイクロソフト、アリババなどが候補に挙がっているとされた。
しばらくの間はティム・モースCFO（最高財務責任者）が暫定的CEOを勤めていた。

#### スコット・トンプソン就任と解任
2012年1月4日、PayPal社長のスコット・トンプソンがCEOに指名された。同年4月には、全従業員の14%にあたる約2,000人のレイオフを発表するなど再建に乗り出した。2012年末の完了後、Yahoo!はレイオフで「年間3億7,500万ドル」が節減されたと発表した。3月には、Yahoo!はFacebookに特許を侵害されたと提訴した。4月にはFacebook側から逆提訴をされている。
2012年4月、スコット・トンプソンはYahoo!は顧客最優先であるべきだという彼の見解を何度も繰り返した電子メールを従業員のもとに送っていた。トンプソンにとって顧客とはユーザーと広告主の両方だと定義していた。トンプソンは、さらに完全にYahoo!の再編成を行った。再編成は2012年5月1日に効果が現れ、その要因は「消費者」「地域」「テクノロジー」と3つの大きなグループの経営戦略だった。しかし2012年5月、トンプソンがコンピュータ・サイエンスの学士号を有しているとした誤りから起こった「学歴詐称」問題が発覚。5月13日、就任からわずか4か月でCEOを解任された。そして、役員のロス・レビンソンが暫定CEOに就任した。

#### マリッサ・メイヤーのCEO就任
2012年7月17日、ライバル企業であるGoogleの元役員でウォルマートの社外取締役であるマリッサ・メイヤーが新たなCEOに就任した。メイヤーはフォーチュン500の会社の中では若い部類のCEOになった。
2013年5月19日、ウォール・ストリート・ジャーナルは、Yahoo!の取締役会が設立6年目のブログサービスの会社Tumblrを現金11億ドルで買収することを承認したと報道した。Tumblrは買収後も創業者のデイヴィッド・カープが大株主で引き続きCEOも務める。Yahoo!が所有する写真サービスのFlickrが2013年5月20日に全面リニューアルと無料で1TBの保存容量をユーザーに提供することを発表した。Tumblrの買収の公式発表もその日にされた。2013年5月26日、Yahoo!がビデオストリーミングサイトのHuluに関心を持っていると報じられ、Yahoo!側が買収額として6億ドルから8億ドルを提示したとも伝えられた。しかしこの買収は実現しなかった。2013年8月2日、Yahoo!はソーシャルブラウザにかかわるRockMelt の買収を発表した。買収によって懸念されていたCEOのエリック・ビシュリア、そしてCTO（最高技術責任者）のティム・ハウズを含むRockMeltチームはYahoo!のチームの一部となることになった。その結果、すべてのRockMeltアプリや既存のWebサービスは8月31日から終了となった。2013年8月7日、Yahoo!は2013年9月5日から新しいロゴの最新版を導入することを発表した。それを記念するために、同社は切り替え日までの30日間にロゴを日替わり表示する「30日間の変化」キャンペーンを開始していた。2013年7月の間、インターネット視聴率調査会社のコムスコアが照合したデータよると、前月と比較して米国ではGoogleのウェブサイトより多くの人々がYahoo!のウェブサイトを訪問したことを明らかになった。Yahoo!がGoogleを上回るのは2011年以来では初めてとなった。データはYahoo!が所有するTumblrのサイトや携帯電話のためのサイトの訪問統計は含まれていなかった。
2014年2月11日、Yahoo!はWanderというソーシャル日記の会社を買収した。2014年2月13日、Yahoo!は技術系求人の会社Distillを買収した。2014年3月12日、Yahoo!がGoogleのように、よりよいサービスと競争するために、ローカル検索結果でビジネスを後押しするのに役立つYelp社と提携したことを発表した。2014年11月11日、Yahoo!は約6億4000万ドルで動画広告会社のBrightRollを買収することになると発表した。動画関連は同社の主要な成長分野のひとつであり、買収でYahoo!の動画広告プラットフォームは米国最大になる。2014年11月21日、Yahoo!がCoolirisを買収したことが発表された。
マリッサ・メイヤーのCEO就任以降、2013年第4四半期にはYahoo!の株価は2倍以上上昇した。しかし、2015年12月の同社の株価は35ドル近辺で、2013年11月に約35ドルでピークに達した水準と同じである。2015年12月2日に、取締役会により将来を決するだろうミーティングが開かれたというニュースが流れ、昼下がりには株価は36.04ドルに上がった。その内容は、Yahoo! Inc.が約15％を保有する中国の業績好調な電子商取引サイトのアリババ株で別会社を興す（スピンオフ）かどうかであった。その後、正式に検討すると表明したが、断念した。また、苦戦のインターネット検索や電子メール事業などの身売りを検討するのではないかという観測が出ていた。事業の売却先候補としては、ベライゾン、IAC／インタラクティブコープ、ソフトバンクなどが挙がっていた。メイヤーは就任後にさまざまなアクションを主導し、株価を上げるなどの成果を得たが、就任時点で同業他社に比べて大きく出遅れていたスマートフォンなどのモバイル分野では業績を挙げられなかった。また、成長分野とされた映像コンテンツ事業で4200万ドルの損失を出し、それらの分野が結果的に必ずしも有益でなかったことを証明する形となった。Yahoo!は「物言う株主」から、会社・中核事業の売却と大規模な人員削減、およびメイヤーのCEOの退任を要求されるようになった。

### ベライゾンによる中核事業買収・AOLとの統合（2016年 - 2020年）
2016年2月2日、Yahoo!は従業員の15%削減および世界の5つの拠点の閉鎖などを含む経営計画を発表するなどYahoo! Inc.は最終局面であった。2016年7月25日、米通信大手ベライゾン・コミュニケーションズがYahoo!のポータルサイト・ニュース・電子メールサービスなど、ほぼすべての事業を約48億3000万ドルで買収することで合意。事業部門は今後ベライゾン傘下のAOLに統合されることになった。買収時点でYahoo!の時価総額の大部分を占めるアリババグループとヤフー株式会社の保有株式はYahoo! Inc.に残り、Yahoo!は買収完了後「アルタバ」に社名を変更して投資会社として生まれ変わり、刷新された経営陣のもとで上場を継続する方針が示された。またベライゾンは買収後、Yahoo! Holdingsという子会社を設立した。
2016年9月22日、Yahoo!は2014年後半にハッカーによって、少なくとも5億人のユーザアカウント情報が窃盗されていたと発表した。2017年2月21日、ユーザー情報流出事件を受けて買収金額を約44億8000万ドルに引き下げ、訴訟費用は両社で分担することで合意と発表した。2017年6月13日、買収手続きが完了。旧Yahoo!の事業部門はAOLとともに新会社「Oath」に移管された。メイヤー自身もCEOの辞任を発表した。
2019年にOathは、社名を「Verizon Media Group」に変更している。

#### アルタバ
2017年6月16日、ベライゾン・コミュニケーションズによって買収されなかったYahoo, Inc.の残りの部門（日ヤフー（現: LINEヤフー）の株式を含む）は、アルタバ（Altaba Inc.）へと改名した。アメリカ証券取引委員会のウェブサイトによると、新会社は「非多角のクローズドエンド型投資信託会社」として分類されている。
2018年7月、日ヤフーの親会社であるソフトバンクはアルタバから日ヤフーの株式を20億ドル分購入し、持ち株比率を48.17%に高めた。2018年9月、アルタバはヤフー・ジャパンの残りの全株式を約43億ドルで売却した。
2019年11月4日、解散・清算手続きが行われた。2020年10月、アルタバは株主に清算分配を行った。

### Apolloによる買収とYahooの社名復活（2021年 - ）
親会社のベライゾンは2021年5月3日、米YahooやAOLなどのインターネットメディア事業を展開するメディア事業部門Verizon Mediaを投資会社アポロ・グローバル・マネジメントに50億ドルで売却すると発表した。同年9月1日、Apolloによる買収が完了。社名をVerizon Media Groupから「Yahoo」に変更した。これにより、約4年ぶりにYahooの社名が復活することになった。新Yahooの事業には、YahooブランドのWebサービスに加え、TechCrunch、AOL、Engadget、インタラクティブメディアブランドのRYOTなどが含まれる。傘下のブランドは、全世界で約9億人の月間アクティブユーザーを抱えており、Apolloの調査によると、現在インターネット上で第3位の規模を誇る。
なお、Apolloによる買収に伴い、Verizon Mediaの日本での事業ブランド名を2021年9月1日より「バウンドレス（Boundless）」に変更している。

## 名前の由来
Yahoo!の名前の由来は英語の「Yet Another Hierarchical Officious Oracle」（さらにもうひとつの階層的でお節介な神託）の略だといわれている。また、ファイロとヤンは自分たちのことを「ならずもの」だと考えているので、「粗野な人」という意味がある「Yahoo」（『ガリヴァー旅行記』に登場する野獣の名前が由来）という言葉を選んだと主張している。さらに感嘆符がついていることに関しては「ヤッホー！」「やったー！」を意味する英語の感動詞「yahoo」とかけているとも考えられる。

## 事業

### 検索エンジンとしてのYahoo!
- WWW上のコンテンツを調査し
- キーワードで分類してデータベースとして蓄積し
- 必要なコンテンツを探すユーザーに対して検索フォーム（アルゴリズム）を提供する

という検索エンジンの運用と検索サービスの提供という図式は、Yahoo!をはじめとする数社によって始められ、かつ確立された。
このような形のウェブサイトをポータルサイトと呼ぶようになった。
なお、Alexaが提供しているyahoo.comのトラフィック統計を見ると、アクセス全体に占める search.yahoo.com（検索サービス）のアクセスは全体の10.5%ほどで、Yahoo! JAPANでは18%ほどとなっている（2010年1月現在）。
近年の業績悪化に伴い、2010年には自社開発の検索エンジンからマイクロソフトのBing（）に検索エンジンを切り替える方針を明らかにしており、2010年8月より順次各国語版で切り替えを開始している。

## サービスサイト
Yahoo! には、メインページ中央やや上部に、下のような Yahoo! が所有するサービスサイトがある。
サービス名に冠する「Yahoo!」は省略形の「Y!」で表されることがある。
カッコ内はYahoo! JAPANで対応するサービス。
- Flickr
- omg!（エンターテインメントトピックス - Yahoo!ニュース）
- Shine
- MyBlogLog
- My Yahoo!（My Yahoo!）
- Upcoming（Yahoo!地域情報）
- Tumblr
- Yahoo! Account Information（Yahoo! JAPAN ID登録情報）
- Yahoo! Address Book（Yahoo!アドレスブック）
- Yahoo! Alerts（Yahoo!アラート）
- Yahoo! Answers（Yahoo!知恵袋）
- Yahoo! Autos（Yahoo!自動車）
- Yahoo! Avatars（Yahoo!アバター）
- Yahoo! Babel Fish（Yahoo!翻訳）
- Yahoo! Bookmarks（Yahoo!ブックマーク）
- Yahoo! Buzz
- Yahoo! Calendar（Yahoo!カレンダー）
- Yahoo! Careers（≒Yahoo!リクナビ）
- Yahoo! Chat（Yahoo!チャット）
- Yahoo! Company Info（Yahoo! JAPAN会社概要）
- Yahoo! Connected TV（テレビ版Yahoo! JAPAN）
- Yahoo! Developer Network（Yahoo!デベロッパーネットワーク）
- Yahoo! Directory（Yahoo!カテゴリ）
- Yahoo! Education（Yahoo!学習）
- Yahoo! Entertainment
- Yahoo! Finance（Yahoo!ファイナンス）
- Yahoo! Food（Yahoo!グルメ）
- Yahoo! Games（Yahoo!ゲーム）
- Yahoo! Green（Yahoo! JAPANの環境への取り組み）
- Yahoo! Greetings（Yahoo!グリーティング、終了）
- Yahoo! Groups（Yahoo!グループ）
- Yahoo! Health（Yahoo!ヘルスケア）
- Yahoo! Help（Yahoo! JAPAN ヘルプセンター）
- Yahoo! HotJobs（求人、≒Yahoo!リクナビ）
- Yahoo! Image Search（Yahoo!画像検索）
- Yahoo! International（世界のYahoo!）
- Yahoo! Kids（Yahoo!きっず）
- Yahoo! Local（Yahoo!地域情報）
- Yahoo! Mail（Yahoo!メール）
- Yahoo! Maps（Yahoo!地図）
- Yahoo! Message Boards（Yahoo!掲示板）
- Yahoo! Messenger（Yahoo!メッセンジャー）
- Yahoo! Mobile（Yahoo!モバイル）
- Yahoo! Movies（Yahoo!映画）
- Yahoo! Music（Yahoo!ミュージック）
- Yahoo! News（Yahoo!ニュース）
- Yahoo! Notepad（Yahoo!ノートパッド）
- Yahoo! OpenID
- Yahoo! People Search
- Yahoo! Personals（Yahoo!パートナー）
- Yahoo! Pipes
- Yahoo! Profiles（Yahoo!プロフィール）
- Yahoo! Real Estate（Yahoo!不動産）
- Yahoo! Research（Yahoo!リサーチ）
- Yahoo! Safely（Yahoo!セキュリティセンター）
- Yahoo! Search（Yahoo!検索）[注釈 2]
- Yahoo! Security Center（Yahoo!セキュリティセンター）
- Yahoo! Shopping（Yahoo!ショッピング）
- Yahoo! Small Business（Yahoo!ビジネスセンター）
- Yahoo! Sports（スポーツナビ）
- Yahoo! TV（Yahoo!テレビ）
- Yahoo! Tech（Yahoo!ニュース > コンピュータトピックス）
- Yahoo! Toolbar（Yahoo!ツールバー）
- Yahoo! Travel（Yahoo!トラベル）
- Yahoo! Video（Yahoo!ビデオキャスト=終了）
- Yahoo! Voice … 電話サービス
- Yahoo! Weather（Yahoo!天気情報）
- Yahoo! Widgets（Yahoo!ウィジェット）
- Yahoo! Women … 女性向けサービス
- Yahoo! Search Blog（Yahoo!ブログ検索）
- Yahoo! for Good
- Yahoo! Year in Review（年末年始特集 > 振り返る）
- Yahoo! Yellow Pages（Yahoo!電話帳）
- Zimbra

など

## 世界のYahoo!の一覧
ほとんどの国・地域のYahoo!は「（国・地域のccTLD）.yahoo.com」のドメインを使用しているが、オーストリアやスイスは「（ccTLD）.search.yahoo.com」のドメインがトップページとなっているほか、マレーシアはccTLDの「.my」が「My Yahoo!」とバッティングするため「malaysia.yahoo.com」が使われる。
台湾の「Yahoo! 奇摩」は地域のローカル検索事業者との合併に伴う名称となった結果、サイト名から地名が除かれている。また、オーストラリアの「Yahoo! 7」は大手放送事業者・セブン・ネットワークとの合弁に伴い、2006年1月よりサイト名を変更した。

### ヨーロッパ・中東・アフリカ
- Yahoo! Österreich - オーストリアのYahoo!。
- Yahoo! France - フランスのYahoo!。
- Yahoo! Deutschland - ドイツのYahoo!。
- Yahoo! Ελλάδας - ギリシャ、ギリシア語圏（キプロスほか）のYahoo!。
- Yahoo! Italia - イタリア・イタリア語圏（サンマリノほか）のYahoo!。
- Yahoo! România - ルーマニアのYahoo!。
- Yahoo! España - スペインのYahoo!。
- Yahoo! Sverige - スウェーデンのYahoo!。
- Yahoo! Schweiz - スイスのYahoo!。
- Yahoo! UK - イギリスのYahoo!。以前はアイルランドと合同であった。
- Yahoo! Ireland - アイルランドのYahoo!。
- Yahoo! Maktoob - 中東・アラブ圏のYahoo!。
- Yahoo! Maktoob - 中東・アラブ圏の英語版のYahoo!。
- Yahoo! South Africa - 南アフリカ共和国のYahoo!。

### 南北アメリカ
- Yahoo! - アメリカ合衆国のYahoo!。
- Yahoo! Argentina - アルゼンチンのYahoo!。
- Yahoo! Brasil - ブラジルのYahoo!。
- Yahoo! Canada - カナダの英語版のYahoo!。
- Yahoo! Québec - カナダのフランス語圏（おもにケベック州）のYahoo!。
- Yahoo! Chile - チリのYahoo!。
- Yahoo! Colombia - コロンビアのYahoo!。
- Yahoo! Mexico - メキシコのYahoo!。
- Yahoo! Perú - ペルーのYahoo!。
- Yahoo! Venezuela - ベネズエラのYahoo!。
- en Español - スペイン語圏（おもに中南米）のYahoo!。以前は「Yahoo! Telemundo」の名称であった。

### アジア・オセアニア
- Yahoo!奇摩  - 台湾のYahoo!。
- Yahoo! Hong Kong - 香港のYahoo!。
- Yahoo! Singapore - シンガポールのYahoo!。
- Yahoo! India - インドのYahoo!。
- Yahoo! Indonesia - インドネシアのYahoo!。
- Yahoo! Philippines - フィリピンのYahoo!。
- Yahoo! Malaysia - マレーシアのYahoo!。
- Yahoo! Việtnam - ベトナムのYahoo!。
- Yahoo!7- オーストラリアのYahoo!。以前はニュージーランドと合同であった。
- Yahoo! New Zealand - ニュージーランドのYahoo!。以前は「Yahoo! Xtra」の名称であった。

### 廃止
- Yahoo! Asia（asia.yahoo.com） - アジア全域に向けたYahoo!。英語。
- 雅虎中文（chinese.yahoo.com） - 世界各地の中国系住民に向けた中国語のYahoo!。
- Yahoo! Català（ct.yahoo.com） - カタルーニャ語圏のYahoo!。
- Yahoo! Korea（kr.yahoo.com） - 韓国のYahoo!。2012年12月31日でサービス終了。
- 中国雅虎（cn.yahoo.com） - 中国のYahoo!。2013年8月31日でサービス停止。
- Yahoo! Danmark（dk.yahoo.com） - デンマークのYahoo!。
- Yahoo! Suomi（fi.yahoo.com） - フィンランドのYahoo!。
- Yahoo! Nederland（nl.yahoo.com） - オランダのYahoo!。
- Yahoo! Norge（no.yahoo.com） - ノルウェーのYahoo!。
- Yahoo! Polska（pl.yahoo.com） - ポーランドのYahoo!。
- Yahoo! Türkiye（tr.yahoo.com） - トルコのYahoo!。
- Yahoo! По-Русски（ru.yahoo.com） - ロシアのYahoo!。
- Yahoo! Thailand（th.yahoo.com） - タイのYahoo!。

### その他
- Yahoo! JAPAN - 2018年にソフトバンクグループが全株式を購入し、LINEヤフー（ソフトバンクグループ）が運営している。

2013年以降、ヨーロッパ地域を中心にポータルサイトサービス廃止国が増えている。これらの国では電子メールサービス（Yahoo! Mail）は引き続き提供されている。